# NGC 1636
NGC 1636 je galaksija u zviježđu Eridanu.

## Vanjske poveznice
- SEDS: NGC 1636